# Youssef Msakni
Youssef Msakni (Tunis, 28 oktober 1990) is een Tunesisch voetballer die door Al-Duhail SC wordt uitgeleend aan Al-Arabi.

## Carrière
Msakni werd opgeleid door Stade Tunisien. In 2008 maakte hij de overstap naar Espérance Sportive de Tunis, waarmee hij naast tal van nationale prijzen ook internationaal succes oogstte. Zo won hij naast vier landstitels en een beker in 2011 ook de CAF Champions League. In de finale tegen Wydad AC Casablanca werd Msakni in beide wedstrijden gewisseld. Msakni viel bij Espérance Tunis behalve collectief ook individueel in de prijzen: in het seizoen 2011/12 werd hij topschutter van de Nationale A met 17 doelpunten.
Msakni kon na verloop van tijd rekenen op de interesse van tal van Franse clubs, waaronder Paris Saint-Germain, Lille OSC, AS Monaco en FC Lorient. Desondanks stapte hij in januari 2013 over naar de Qatarese club Lekhwiya SC, die in 2017 een naamsverandering doorvoerde naar Al-Duhail SC. Ook in de Qatarese competitie stapelde hij de prijzen op, waardoor er geregeld op interesse uit Europa kon rekenen. In januari 2019 trok hij op huurbasis naar de Belgische eersteklasser KAS Eupen, naar eigen zeggen "om Europa te ontdekken".

## Erelijst
| Competitie                               |                 |                                             |                 |                 |
| Competitie                               | Aantal          | Jaren                                       |                 |                 |
| Espérance Tunis                          | Espérance Tunis | Espérance Tunis                             | Espérance Tunis | Espérance Tunis |
| ---------------------------------------- | --------------- | ------------------------------------------- | --------------- | --------------- |
| Landskampioen Tunesië                    | 4x              | 2008/09, 2009/10, 2010/11, 2011/12          |                 |                 |
| Beker van Tunesië                        | 1x              | 2010/11                                     |                 |                 |
| CAF Champions League                     | 1x              | 2011                                        |                 |                 |
| Arabische Champions League               | 1x              | 2008/09                                     |                 |                 |
| Noord-Afrikaanse Beker der Bekerwinnaars | 1x              | 2008                                        |                 |                 |
| Lekhwiya SC/Al-Duhail SC                 |                 |                                             |                 |                 |
| Landskampioen Qatar                      | 5x              | 2013/14, 2014/15, 2016/17, 2017/18, 2019/20 |                 |                 |
| Qatar Crown Prince Cup                   | 3x              | 2012/13, 2014/15, 2018/19                   |                 |                 |
| Qatarese Supercup                        | 2x              | 2015, 2016                                  |                 |                 |
| Al-Arabi                                 |                 |                                             |                 |                 |
| Qatar FA Cup                             | 1x              | 2022                                        |                 |                 |
| Tunesië                                  |                 |                                             |                 |                 |
| African Championship of Nations          | 1x              | 2011                                        |                 |                 |
| Kirin Cup                                | 1x              | 2022                                        |                 |                 |

| Individueel           |    |         |
| Topscorer Nationale A | 1x | 2011/12 |

1 Mathlouthi ·
2 Ifa ·
3 Talbi ·
4 Meriah ·
5 Ghandri ·
6 Bronn ·
7 Msakni  ·
8 Mejbri ·
9 Jebali ·
10 Khazri ·
11 Khenissi ·
12 Maâloul ·
13 Sassi ·
14 Laïdouni ·
15 Ben Romdhane ·
16 Dahmen ·
17 Skhiri ·
18 Chaalali ·
19 Jaziri ·
20 Dräger ·
21 Kechrida ·
22 Ben Saïd ·
23 Sliti ·
24 Abdi ·
25 Slimane ·
26 Hassen ·
Coach: Kadri